# Eschweiler-Südstadt

Lageplan der Innenstadt - südlich der Inde beginnt die Südstadt als Bestandteil der Innenstadt

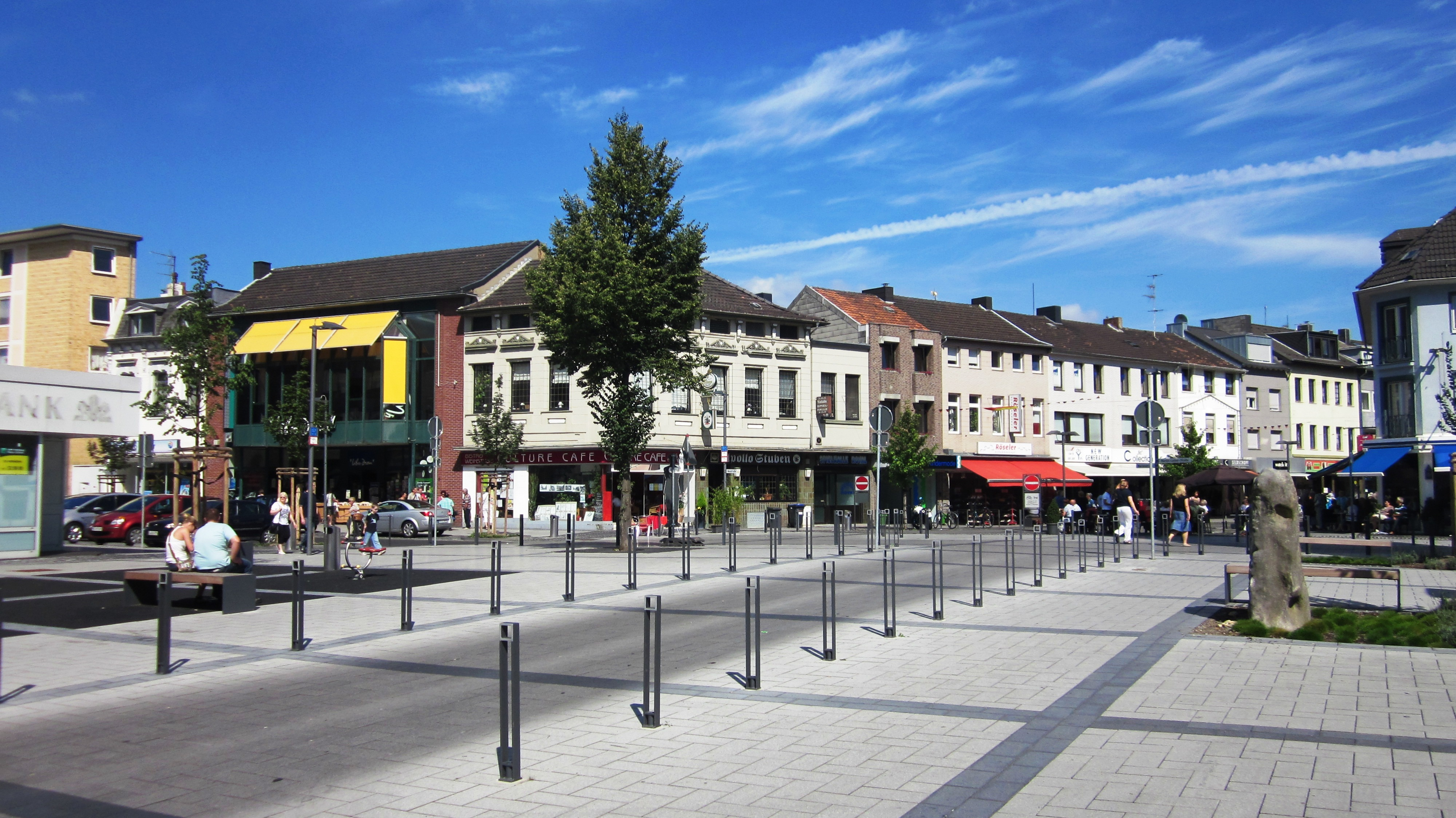
Kirchenvorplatz Ecke Marienstraße / Moltkestraße

Die Eschweiler-Südstadt bezeichnet den südlichen Teil der Innenstadt Eschweilers, welches wiederum Bestandteil der Städteregion Aachen ist. Die Südstadt ist im Norden begrenzt durch die Inde und Eschweiler Altstadt, im Osten durch die „Bergrather Straße“, im Süden durch die Talbahnlinie und „Talstraße“ sowie im Westen durch den „Langwahn“. Durch ihren Ausbau wurden die Stadtteile Innenstadt und Röthgen lückenlos miteinander verbunden.
Obwohl Alt- und Südstadt aus verschiedenen Jahrhunderten stammen und klar von der Achse „Indestraße (B 264)“/Inde getrennt werden, werden beide Viertel in der Katasterverwaltung als eine einzige Innenstadt geführt und bei der Bevölkerung auch als solche verstanden. 

## Aufbau

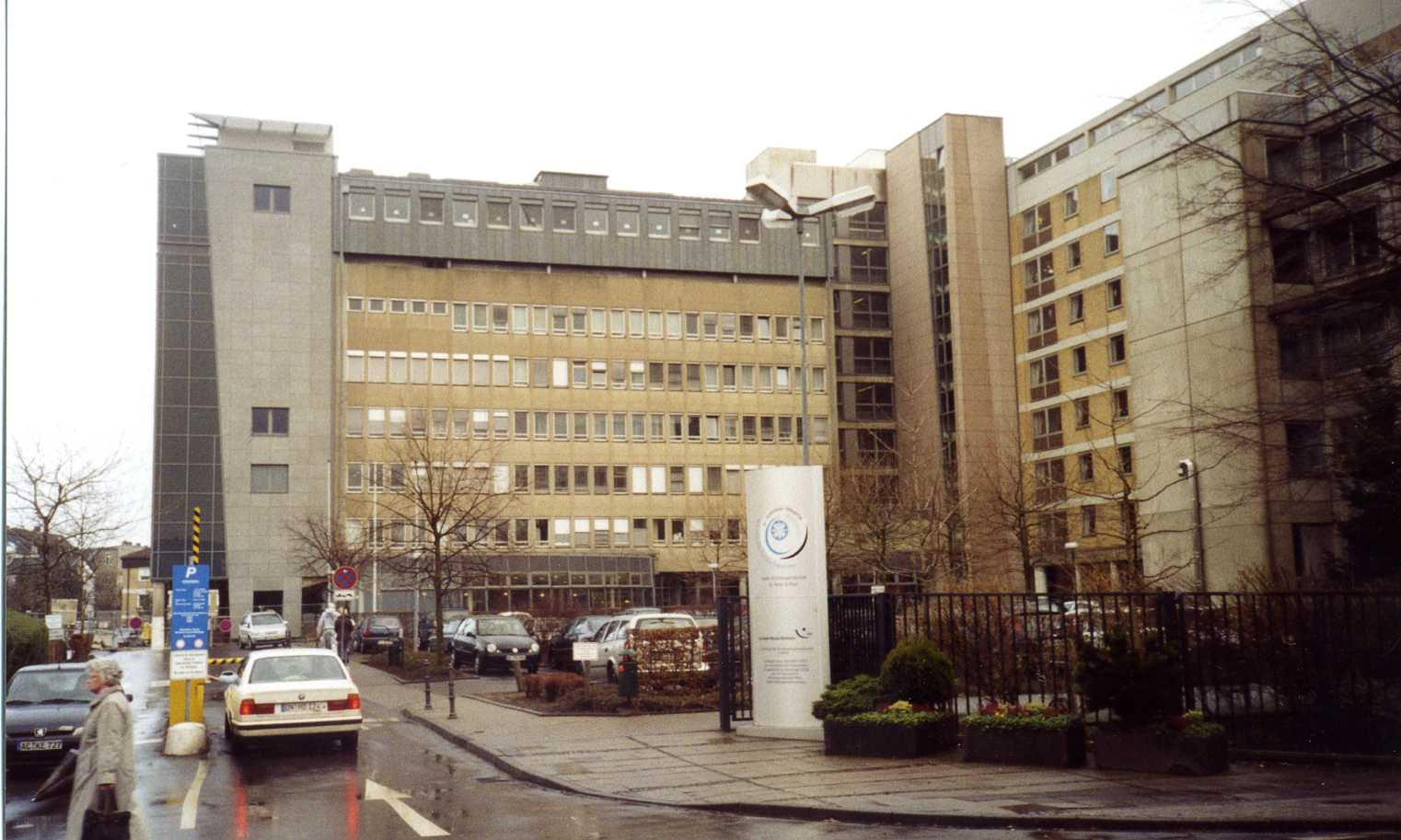
St.-Antonius-Hospital

Der Straßenverlauf in der „südlichen Innenstadt“ ist beinah schachbrettartig mit Straßenkreuzungen im rechten Winkel. Die ostwestlich verlaufenden Straßen (zum Beispiel „Englerthstraße“, „Josefstraße“, „Uferstraße“ und östliche „Kaiserstraße“) wurden meist parallel zum Indeverlauf angelegt, wenige im Gegensatz dazu exakt in Ost-West-Richtung (zum Beispiel „Marienstraße“ und westliche „Kaiserstraße“). Die nord-südlich verlaufenden weisen ebenfalls zwei verschiedene Ausrichtungen auf: Während die einen in strenger Nord-Süd-Richtung liegen (zum Beispiel „Dechant-Deckers-Straße“, „Franzstraße“, „Rosenallee“, „Moltkestraße“, untere „Hompeschstraße“), liegen die anderen senkrecht zum Indebett (zum Beispiel „Grabenstraße“, „Neustraße“, obere „Hompeschstraße“, „Arndtstraße“), wodurch sich in dem Stadtviertel nicht nur rechte Winkel an den Kreuzungen, sondern auch 45°-Winkel ergeben.

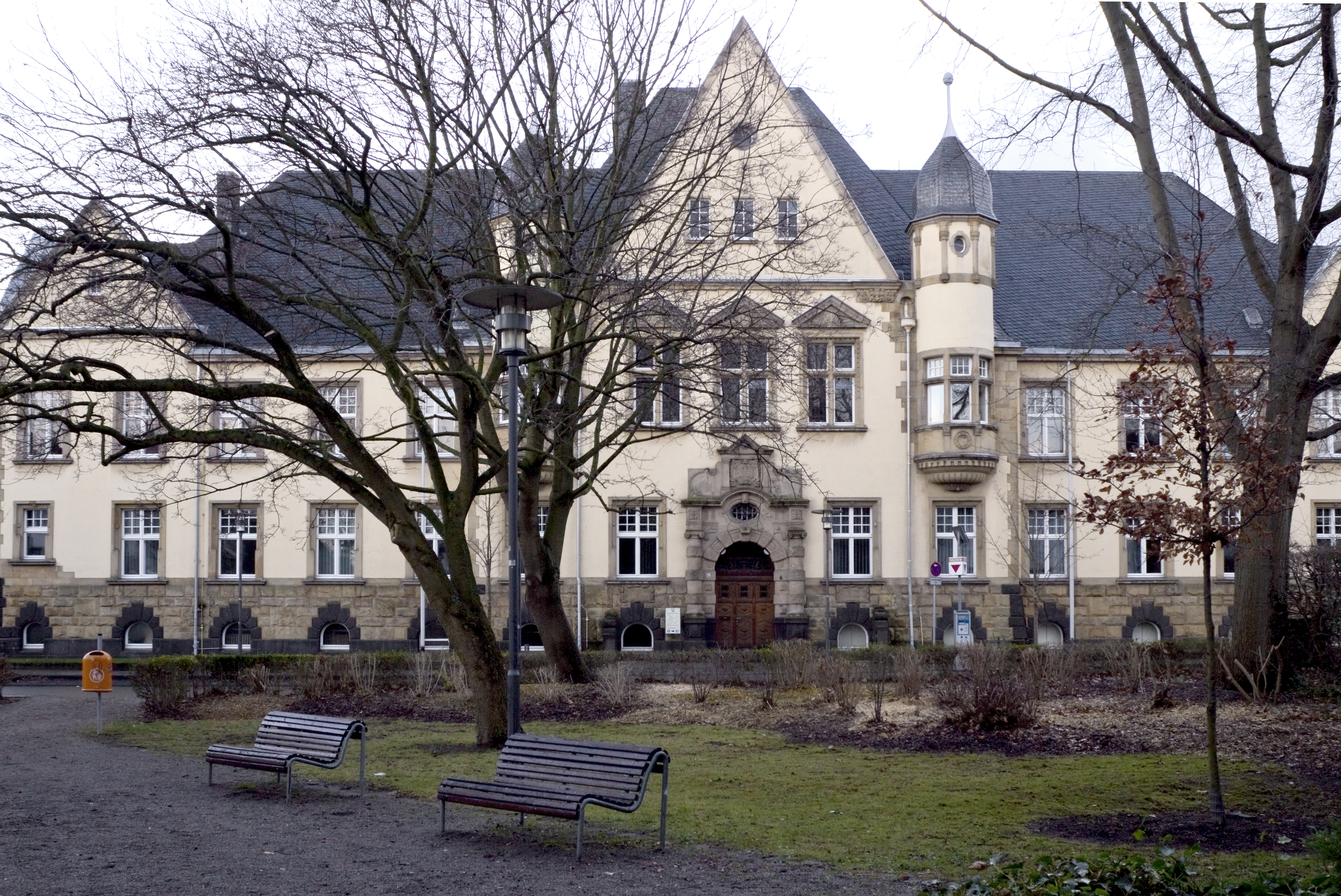
Amtsgericht in der Kaiserstraße

In der südlichen Innenstadt befinden sich heute überwiegend Gebäude aus dem ausgehenden 19. und angehenden 20. Jahrhundert der Gründerzeit und teilweise des Jugendstils. Viele Gebäude wurden im Zuge der radikalen Modernisierung der 1960er Jahre abgerissen: die Schützenhalle (gebaut 1900, abgerissen 1957), die Reichsbankfiliale (gebaut 1899, abgerissen 1964), die Hauptgebäude der Eschweiler Burg (Abriss 1967), eine Volksschule (gebaut 1866, abgerissen 1974), die Bade- und Waschanstalt Kaiserstraße (gebaut 1898, abgerissen 1979) und das Verwaltungsgebäude Grabenstraße (gebaut 1878, abgerissen 1980).
Der Stadtgarten wurde immer wieder verkleinert – durch den Bau eines Parkplatzes, eines Einkaufszentrums und 2004 durch das 212-Plätze-StadtParkhaus. Der Musikpavillon dort wird am 23. Mai 1964 mit einem Platzkonzert eingeweiht, aber am 6. September 1980 wieder abgerissen.

## Geschichte

### Beginn der Bebauung
Die ältesten verbliebenen Bauwerke sind die drei Türme der Eschweiler Burg. Die älteste Straßenbezeichnung ist „Langwahn“ aus dem 17. Jahrhundert. Die erste Fahrbrücke aus Holz wird im Oktober 1821 an der Stelle errichtet, wo der Langwahn die Inde überquert und sich heute die moderne, vierspurige Brücke befindet, welche am 10. November 1978 dem Verkehr übergeben wurde. 1832 wird die Fußgängerbrücke an der „Kochsgasse“ – im Volksmund „Wurstbrückchen“ (Mundart: Wueschbröggelsche) – gebaut.
Der Beginn der Bebauung des neuen Eschweiler Stadtviertels südlich der Inde liegt im Jahre 1856. Es wird ein rund 60 Morgen großes Gelände erschlossen, und die ersten neuen Straßen heißen „Marienstraße“, „Burgstraße“, „Neustraße“ und „Neugrabenstraße“. Letztere ist die geradlinige Verlängerung der „Grabenstraße“ der Altstadt. Maßgeblich beteiligt waren am Aufbau der neuen, südlichen Innenstadt die Brüder Franz und Joseph Rosen.
1858 erhält Eschweiler die preußischen Stadtrechte und zieht das Hospital in die Eschweiler Burg ein. Als erstes öffentliches, repräsentatives Gebäude in der neuen Südstadt wird am 1. Juli 1873 der Talbahnhof an der Talbahnlinie eingeweiht. 1876 wird in der südlichen „Neustraße“ (heute: „Moltkestraße“) das evangelische Pfarrhaus gebaut, 1877 das Postamt in die „Neugrabenstraße“ verlegt, Oktober 1878 das Gymnasium in der Grabenstraße eingeweiht, 1881 Ecke „Rosenallee“/„Marienstraße“ ein neues Amtsgerichtsgebäude errichtet, 1891 die Synagoge in der südlichen „Neustraße“ (heute: „Moltkestraße“) bezogen, 1892 hundert Meter entfernt die evangelische Kirche eingeweiht, 1895 zwischen den beiden Gotteshäusern die Landwirtschaftliche Winterschule für die Landkreise Aachen und Jülich eröffnet, 1898 als erste Waschanstalt des Aachener Reviers die Bade- und Waschanstalt errichtet und 1899 die Reichsbanknebenstelle eröffnet.

### Zweite Bauphase

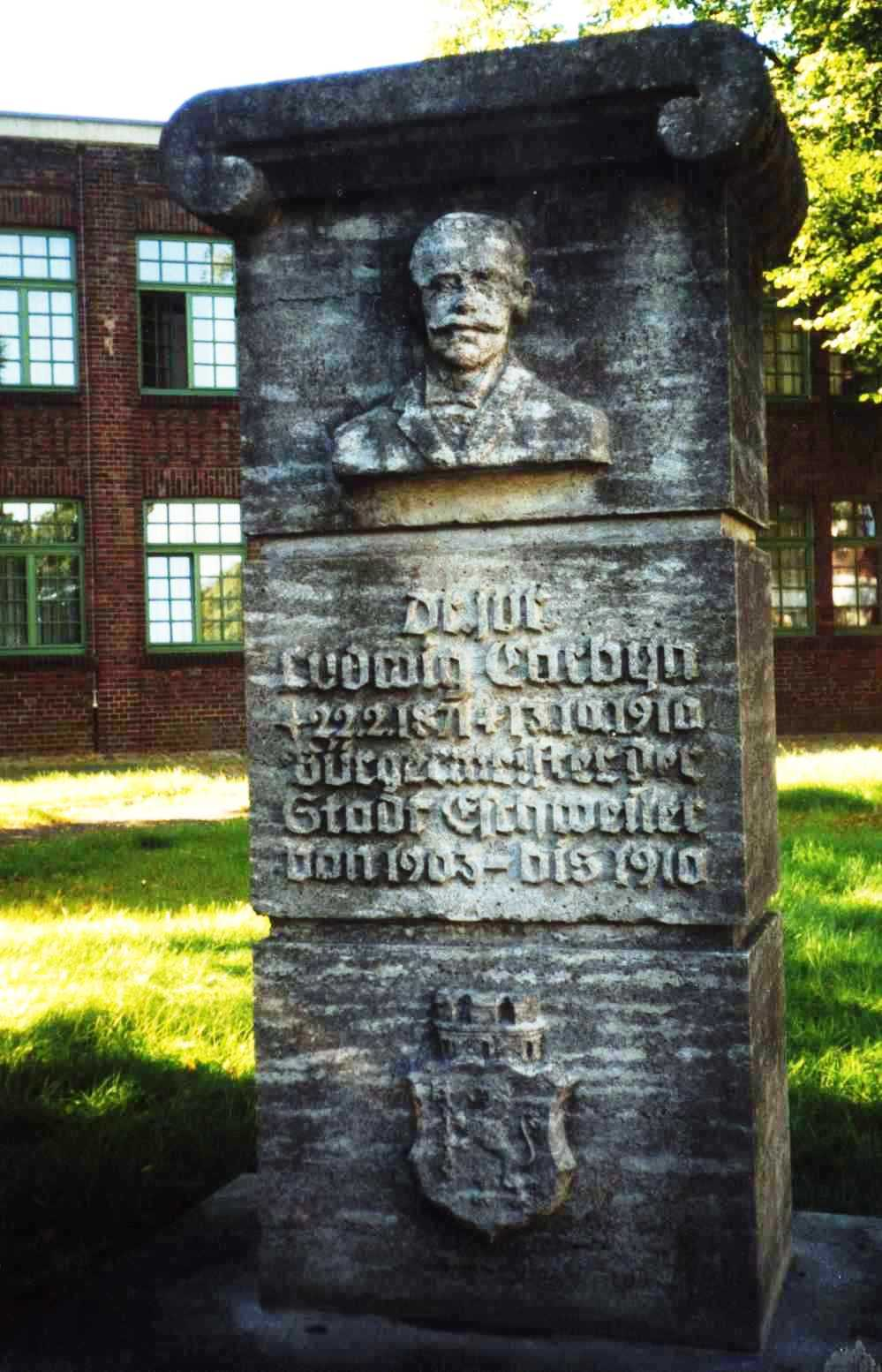
Denkmal für Ludwig Carbyn

1899 beginnt in einer zweiten Bauphase der endgültige Ausbau des südlichen und östlichen Teils dieses Stadtviertels und wird das Gebiet um „Verbindungsstraße“ (heute: „Bismarckstraße“) und „Kaiserallee“ (heute: „Kaiserstraße“) bebaut. Gleichzeitig wird im Bereich der Altstadt mit der Bebauung nördlich der „Dürener Straße“ begonnen: „Peter-Paul-Straße“, „Parkstraße“, „Gartenstraße“ und „Kolpingstraße“. 1902, als Eschweiler rund 22.000 Einwohner zählt, wird Ludwig Carbyn Bürgermeister. In seiner bis Oktober 1910 dauernden Amtszeit fällt eine weitere Welle öffentlicher und repräsentativer Gebäude – auch in der südlichen Innenstadt: Ostern 1905 findet die erste Abiturprüfung der Stadt Eschweiler und des Kreises Aachen in der „Grabenstraße“ statt. Am 10. Januar 1907 wird der Neubau des Amtsgerichts Eschweiler in der „Kaiserstraße“ eröffnet. 1909 werden das Reichsbankgebäude und die Städtische Volksbücherei eröffnet. Am 4. Oktober 1910 wird das Kriegerdenkmal in der „Moltkestraße“ unter Teilnahme von 70 Vereinen eingeweiht. Es muss am 20. November 1964 im Zuge der Straßenneugestaltung einem kleinen Parkplatz weichen.
1916 wird das Post- und Telegrafenamt Ecke „Rosenallee“/„Kaiserstraße“ bezogen, nachdem es 1833 Ecke „Hehlrather Straße“/„Poststraße“ (seit 1933: „Jülicher Straße“) und 1877 an der Brücke „Grabenstraße“ (später Kino „Primus-Palast an der Inde“, heute Kaufhaus) war. Ebenfalls zieht das Gymnasium um. In sein Gebäude in der „Grabenstraße“ ziehen 1916 und 1920 Dienststellen der Stadtverwaltung. Im Laufe der Jahre wird das Gebäude so baufällig, dass es 1980 abgerissen wird. Zum ersten Mal kommt es in Eschweiler zu einer größeren Bürgerinitiative gegen den Abriss eines historischen Bauwerks, zum Teil unterstützt durch den just gegründeten Stadtverband der Grünen, jedoch erfolglos. Das neue Gebäude aus rotem Ziegel und Beton mit Wohnungen, Arztpraxen und Geschäften wird Dezember 1984 bezogen und erhält den Namen „Rathausresidenz“, und der ehemalige Schulhof mit seiner Baumreihe wird als kleiner Platz erhalten, wo im selben Jahr der „Eschweiler Narrenbrunnen“ (oder „Karnevalsbrunnen“) errichtet und am 10. November 1985 eingeweiht wird.

### Weimarer Republik und Zweiter Weltkrieg

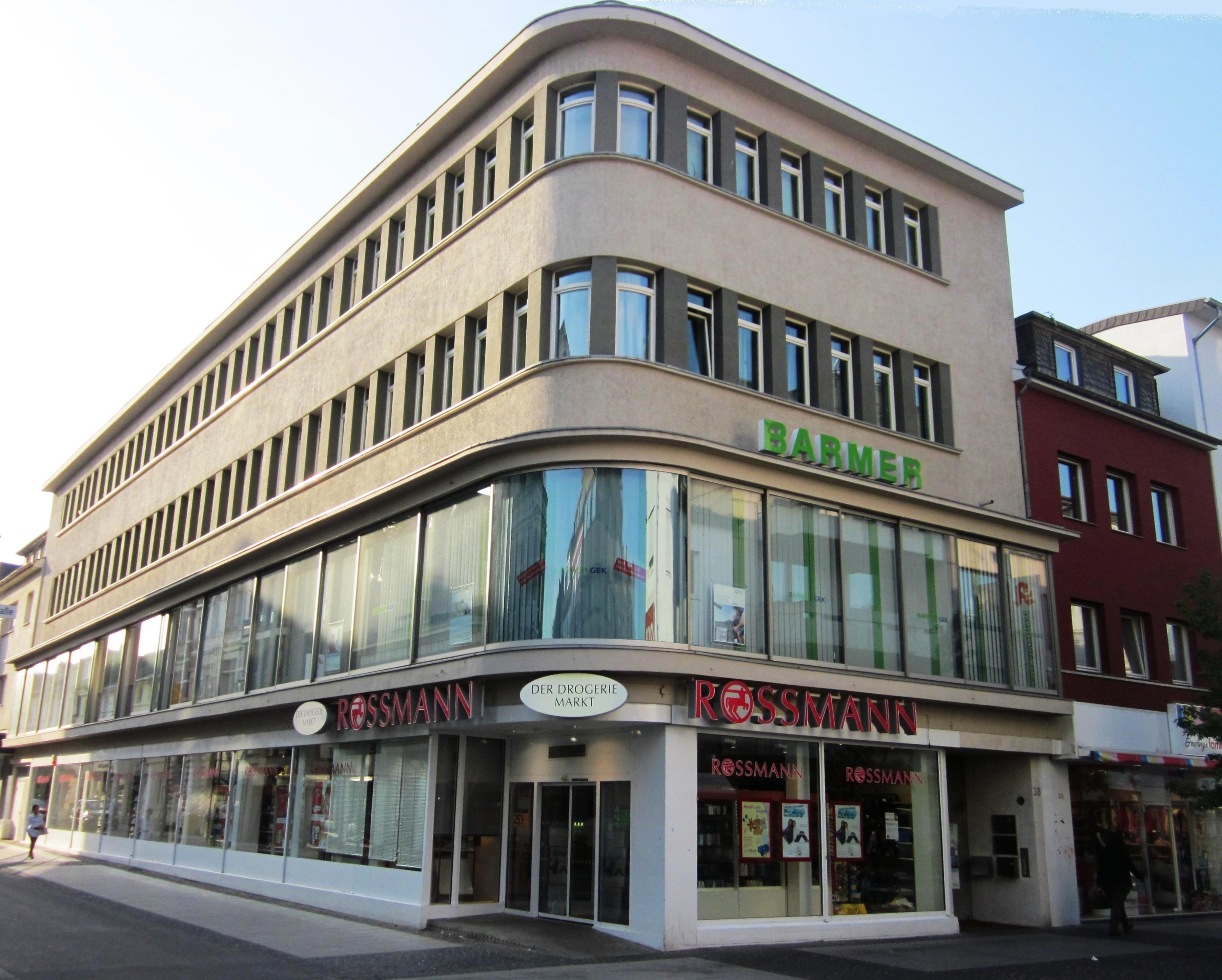
Ehemaliges Kaufhaus Breuer

Am 16. Oktober 1923 wird auf dem Gebäude „Neustraße 43“ die grün-weiß-rote Fahne der Rheinischen Republik durch Separatisten gehisst und im Gebäude ein Werbebüro eröffnet. Eine Woche später wird die Republik in Aachen ausgerufen und in Eschweiler geputscht. Wiederum eine Woche später weist die belgische Besatzungsmacht die Separatisten aus.
An der Ecke „Englerth-/Grabenstraße“ steht ein viergeschossiges Gebäude im Bauhaus-Stil aus den 1930er Jahren, ursprünglich das Kaufhaus „Breuer“. 2006 wurde es restauriert und beherbergt seitdem ein Seniorenheim und zwei Geschäfte. 1934 wird in der „Rosenallee“ gegenüber der Hauptpost das Feuerwehrdepot eingeweiht.
Im Zweiten Weltkrieg wird auch die südliche Innenstadt schwer getroffen. Am 16. September 1944 werden alle Brücken – bis auf die Fußgängerbrücken „Kochsgasse“ (Wurstbrückchen) und „Schlachthof/Patternhof“ – gesprengt. Am 27. Oktober brennt die evangelische Kirche an der „Moltkestraße“ aus, ebenso die Ostseite der „Grabenstraße“ und der „Rosenallee“, das Stadtsparkassengebäude „Grabenstraße“ und das Kino „Primus-Palast“. Am 5. Dezember 1944 wird die Innenstadt auf Befehl der US-Amerikaner von der Zivilbevölkerung geräumt und das St.-Antonius-Hospital beschlagnahmt. Die Zivilisten werden im Stadtteil Röthgen untergebracht und die Talbahnlinie als Grenze festgelegt. Es kommt zu unzähligen Plünderungen in der Innenstadt. Erst Mai 1945 beginnen die ersten Aufräumarbeiten durch Dienstverpflichtete, und am Langwahn wird eine von drei Behelfsbrücken gebaut. Als erste der zerstörten Brücken wird am 11. Dezember 1948 die Indebrücke „Grabenstraße“ dem Verkehr übergeben.

### Abriss und Modernisierung

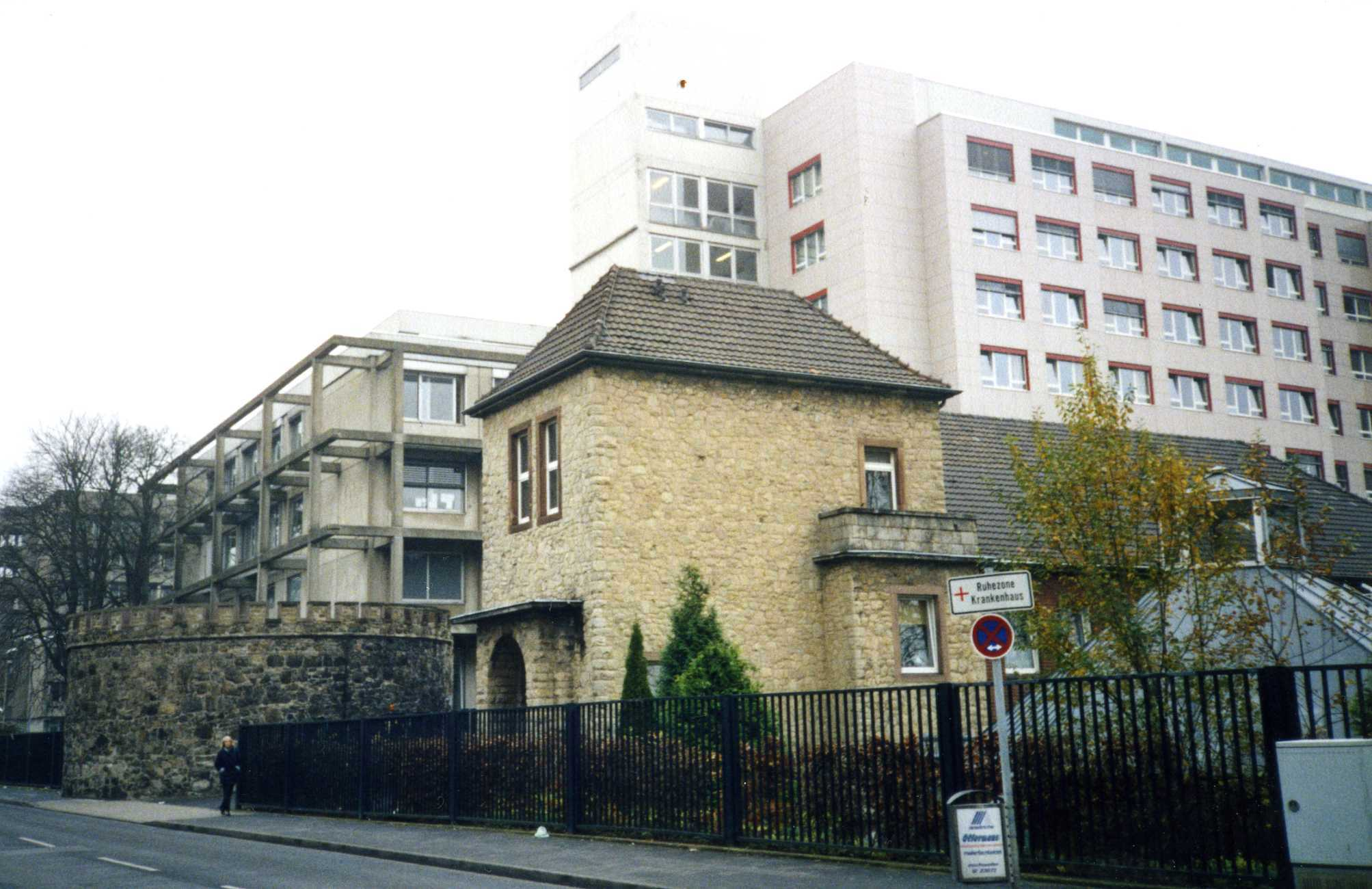
Nordostturm der ehemaligen Burg (links) und die 2005 abgerissene Isolierstation des Krankenhauses

Januar 1956 fällt mit dem Abriss der Thyssen’schen Drahtfabrik an der „Mühlenstraße“ (heute: westliche „Indestraße“) der Startschuss zu einer Abriss- und Modernisierungswelle in der Eschweiler Innenstadt. Auf der Südseite der „Marienstraße“ werden ab März 1957 die Schützenhalle (heute: Sparkasse, Einweihung am 18. April 1959) und die Wohnhäuser bis auf die Faensen-Villa (Haus Nr. 7, erst Stadtbücherei, dann Kunstsammlung, heute Städtisches Seniorenheim) abgerissen, am 20. November 1964 auch das dortige Kriegerdenkmal. Der erste Spatenstich für die Inderegulierung ist am 24. April 1961, für die Arbeiten der Stadtsanierung und des vierspurigen Ausbaus der „Indestraße“ im März 1966. Der Abriss mehrerer Straßenzüge dauert von September 1970 bis November 1973, und während im April 1974 Braunkohlebagger die Kirche von Fronhoven abreißen, sind andere Bagger in der Altstadt und „An der Glocke“ tätig. Auch die Eschweiler Burg wird bis auf drei Türme und die Isolierstation aus dem Jahre 1937 abgerissen; ihr Wahrzeichen, die „Kaffemöll“, fällt am 2. März 1968. Im Mai 1968 ersetzen Parkplätze zwei historische Gebäude: die Landeszentralbankfiliale in der „Englerthstraße“ und die Schützenhalle in der „Marienstraße“. Abschluss der Inderegulierung nach 18 Jahren mit rund 9 Mio. D-Mark Kosten ist am 5. Dezember 1979.

### Fußgängerzonen und Kulturzentrum

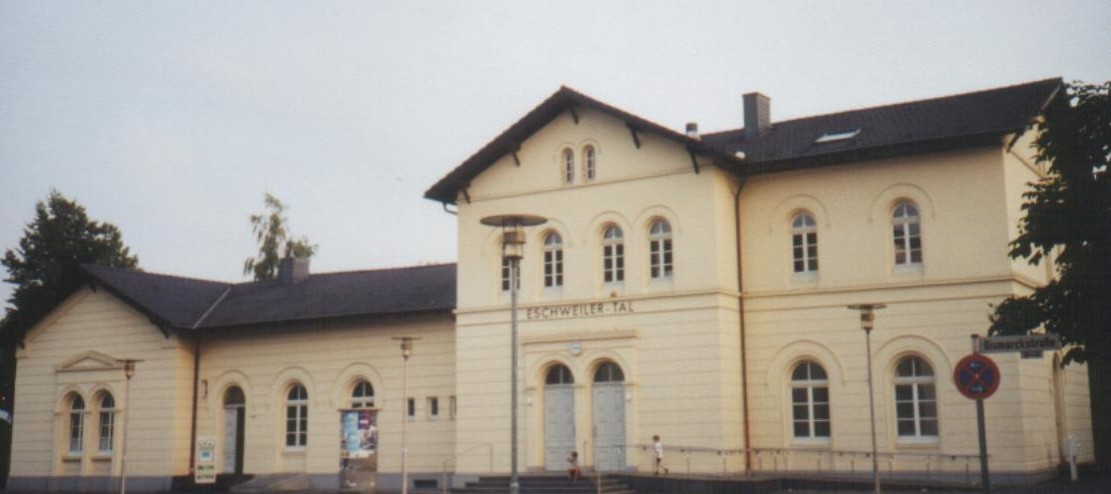
Kulturzentrum Talbahnhof am Raiffeisenplatz

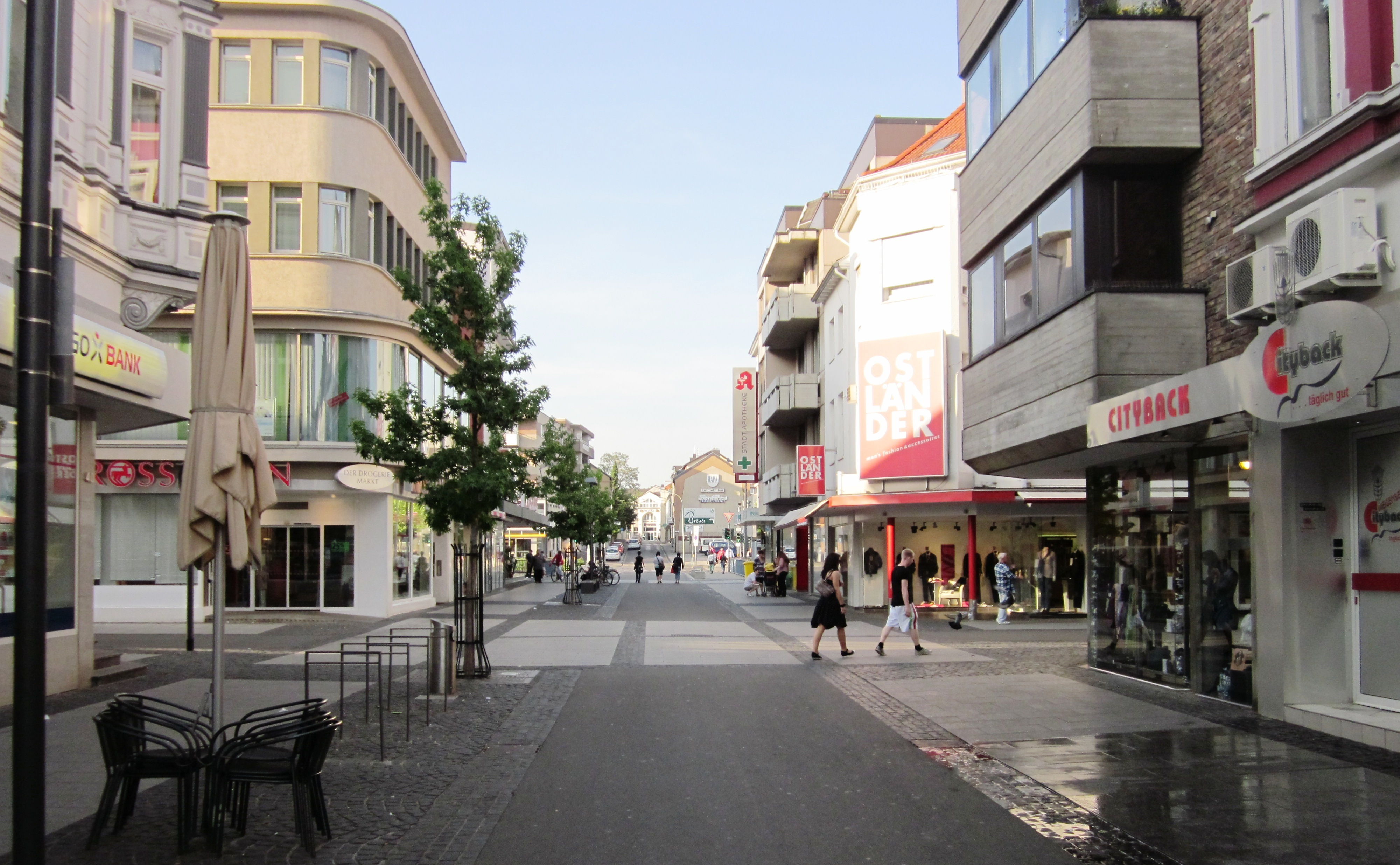
Fußgängerzone Grabenstraße mit Blick in nördlicher Richtung auf den älteren und höher gelegenen Teil der Grabenstraße

Am 16. November 1974 wird die untere „Grabenstraße“ und östliche „Englerthstraße“ als erste Fußgängerzone des Kreises Aachen eröffnet, am 24. September 1979 auch die „Neustraße“. 2006 wird die gesamte Fußgängerzone völlig neu gestaltet.
Am 22. Mai 1983 wird der Personenbetrieb auf der Talbahnstrecke eingestellt und verliert der Talbahnhof seine Funktion. Vor ihm befand sich ein Springbrunnen mit Kreisverkehr, an der Ecke stand das Feuerwehrhaus, schräg gegenüber ein kleiner Bushof. Seit 19. November 1994 wird der Bahnhof als Bistro und Kleinkunstbühne mit über 100 Veranstaltungen im Jahr von der „Kleinkunst-Initiative Euregio“ genutzt. Seit 2004 halten hier auch wieder Züge der Euregiobahn, und 2006 wurde der kleine Bushof wiedererrichtet.
Am 9. November 1988 wird vor der evangelischen Kirche in der „Moltkestraße“ der Gedenkstein an die 1938 zerstörte Synagoge eingeweiht. Am 26. August 1989 muss das dortige Schulgebäude der „Winterschule des Kreises Aachen“ aus dem Jahre 1895 einem modernen Wohngebäude weichen.
Am 2. März 1995 eröffnet das neue Einkaufszentrum mit Modehaus an der Stelle des Parkplatzes „Marienstraße“, und 2005 wird der verbliebene Restparkplatz durch das „StadtParkhaus“ ersetzt. Die restaurierte evangelische Dreieinigkeitskirche wird am 9. Juli 1995 eingeweiht und ihr neu gestalteter und verkehrsberuhigter Vorplatz 2011 fertiggestellt. 1996 zieht die Volkshochschule Eschweiler in den Neubau neben dem Amtsgericht an der „Anna-Klöcker-Anlage“.

## Denkmäler

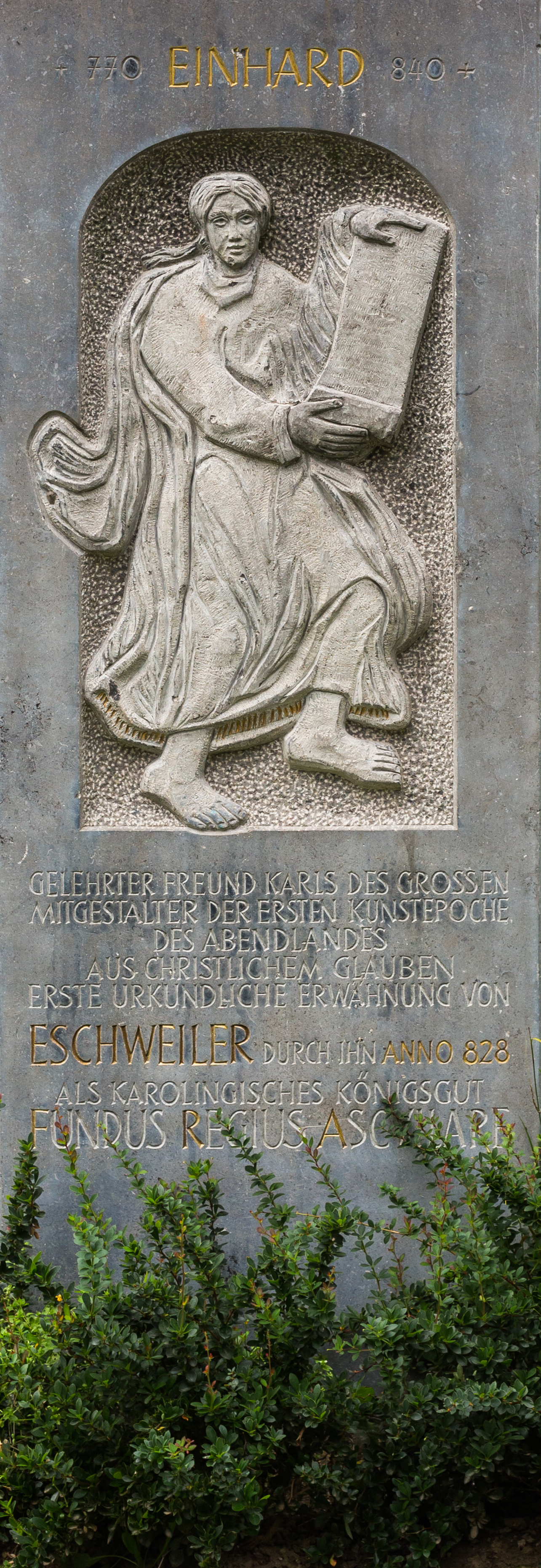
Einhard-Denkmal im Stadtgarten

Die südliche Innenstadt ist das Stadtviertel mit den meisten Denkmälern: das Einhard-Denkmal (übergeben am 31. Oktober 1990) und das Denkmal mit der Inschrift „Die Toten mahnen – haltet Frieden“ im Stadtgarten, bis 2008 der Karnevalsbrunnen vor der Rathausresidenz, das Carbyn-Denkmal im Park am Talbahnhof (errichtet am 22. November 1950), die Denkmäler am StadtParkhaus Kaiserstraße, das Stuchlik-Denkmal Uferstraße und an der Brücke Neustraße sowie zwei Denkmäler im Eingangsbereich des St.-Antonius-Hospitals.

## Kinos
Das erste Eschweiler Kino wird Herbst 1907 in der Gaststätte „Zur Petsch“ Ecke „Marienstraße“/„Neustraße“ von Bernhard Fischer eröffnet; hieraus entsteht später das „Apollo-Theater“, welches November 1945 wiedereröffnet, September 1955 mit 586 Plätzen umgebaut wird und Mitte der 1990er schließt; im Kinosaal ist heute ein Buchhandel, im Eingangsbereich ein Restaurant (Tejanos). Weitere Kinos werden 1919 und 1949 in der Altstadt eröffnet. Am 4. September 1928 eröffnet der „Primus-Palast“ in der „Englerthstraße“ und am 7. März 1957 das „Capitol-Theater“ mit 682 Sitzplätzen in der „Marienstraße“. Nachdem der 1928 eröffnete „Primus-Palast“ 1944 ausbrennt und im Juni 1947 in der Schützenhalle notdürftig als „Primus in der Schützenhalle“ wieder hergerichtet wird, eröffnet er am 5. März 1953 mit 777 Plätzen als „Primus-Palast an der Inde“ in der „Grabenstraße“. Am 12. Oktober 1963 schließt er, und in dem Gebäude wird ein Supermarkt untergebracht. Später übernimmt der „Primus-Palast“ das Gebäude des „Capitol-Theaters“, wo er bis November 2020 als letztes Kino Eschweilers bestand. Das Gebäude steht derzeit leer.

## Schulen
In der Südstadt liegen die Realschule Patternhof und die Willi-Fährmann-Schule, die beide während der Hochwasserkatastrophe 2021 stark in Mitleidenschaft gezogen wurden.

## Straßennamen

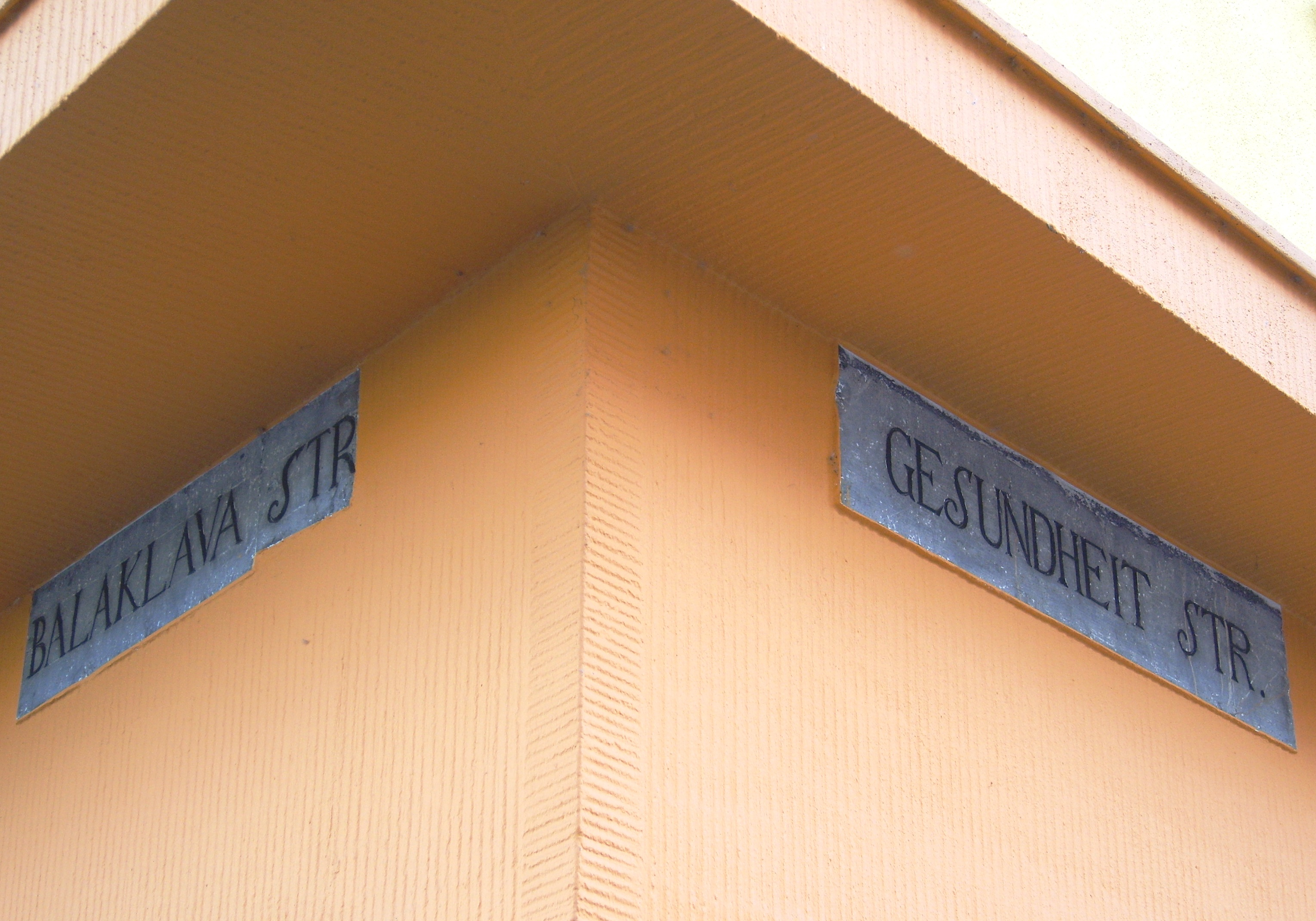
Alte Straßenschilder Ecke Uferstraße / Neustraße

Fast alle Straßen der südlichen Innenstadt trugen seit ihrer Erschließung mehr als einen Namen. Die „Marienstraße“ erhielt ihren Namen nach der Schutz gebenden Gottesmutter Maria im Jahre 1861, ebenso die „Neustraße“, welche zuerst „Gesundheitsstraße“ hieß; ihre südliche Hälfte wurde erst 1910 in „Moltkestraße“ umbenannt. Die „Burgstraße“ wurde 1897 in „Englerthstraße“ umbenannt, die „Neugrabenstraße“ 1883 in „Grabenstraße“ analog zum nördlichen Straßenverlauf. Von 1883 stammt auch der Stadtratsbeschluss zur Benennung der „Rosenallee“; nur während der NS-Zeit hieß sie „Adolf-Hitler-Straße“. 1883 wurde auch der Name „Verbindungsstraße“ beschlossen, 1933 diese jedoch in „Bismarckstraße“ umbenannt. Ebenfalls 1883 wurde das Sträßchen „An der Glocke“ nach der dortigen Brauerei Brück benannt, weil die Glocke dort geläutet wurde, wenn frisches Bier gebraut war. Und wurde seit 1883 die Grenzstraße zwischen der südlichen Innenstadt und Röthgen entlang der Talbahnlinie „Bahnstraße“ genannt, 1898 jedoch in „Talstraße“ umbenannt. Ebenfalls stand dort von 1866 bis zum 22. Juli 1974 eine Volksschule. Bis 1905 hieß die „Josefstraße“ „Violengasse“ und die „Kaiserstraße“ „Kaiserallee“, und 1905 erhielt auch die „Franzstraße“ ihren Namen. Die „Uferstraße“ hieß von 1861 bis Anfang der 1880er „Am Ufer“, vorher „Balaklavastraße“. 1898 erhielt die „Hompeschstraße“ ihren Namen, hieß jedoch von 1941 bis zum Kriegsende „Rudolf-Neubrand-Straße“ in Erinnerung an den im Zweiten Weltkrieg gefallenen Eschweiler Ritterkreuzträger Rudolf Brand. Die heutige „Martin-Luther-Straße“ hieß von 1925 bis 1966 „Demmerstraße“ nach dem ersten evangelischen Pfarrer in Eschweiler-Mitte.

## Kuriositäten

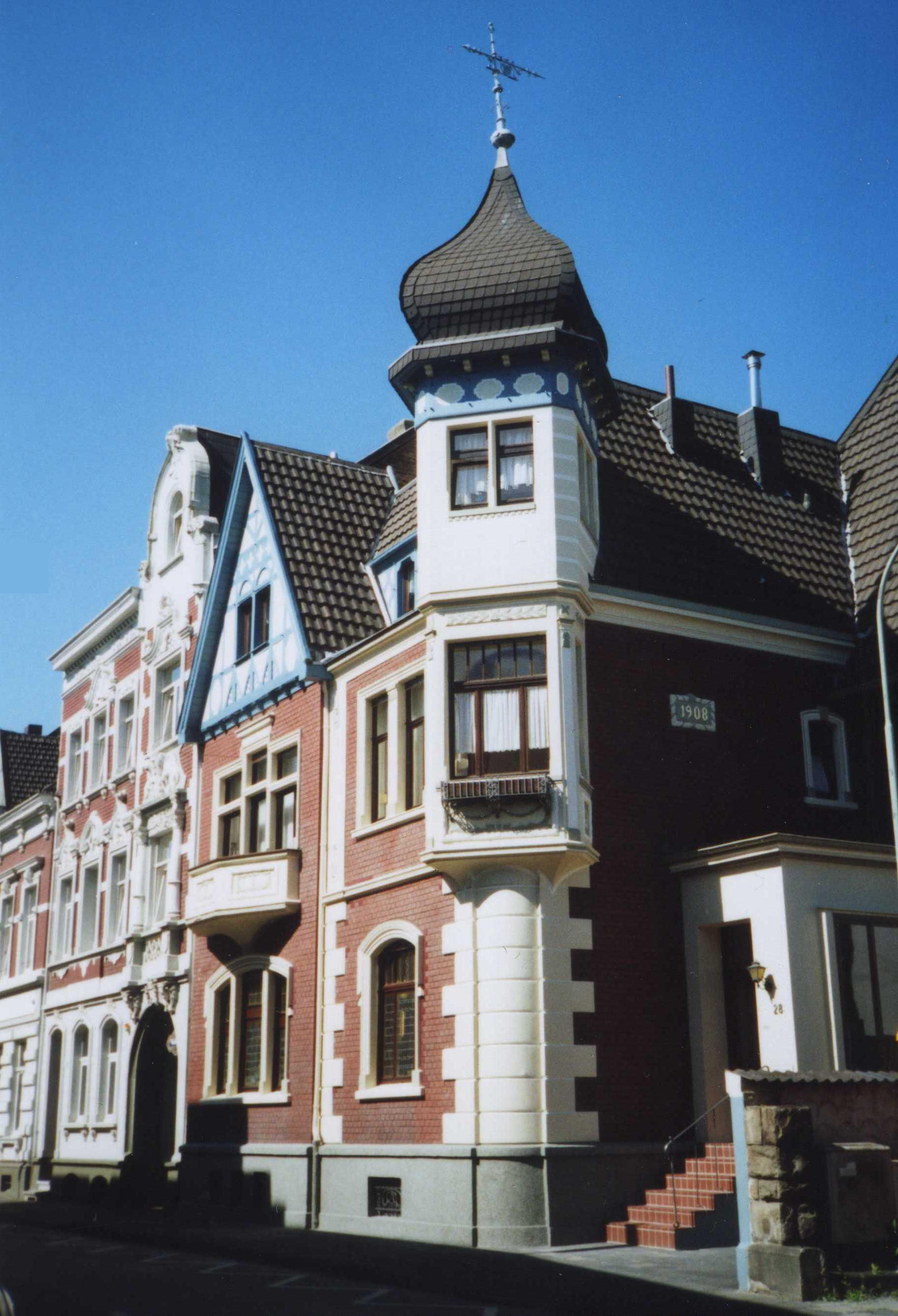
Jugendstilhaus von 1908 mit dem übrig gelassenen Sockel der ehemaligen Reichsbankfiliale

Obwohl der nördliche Teil der „Grabenstraße“ der deutlich ältere Teil ist und der südliche Abschnitt – heute Fußgängerzone – erst Mitte des 19. Jahrhunderts erschlossen wurde, heißt bei den Eschweilern der nördliche Teil „verlängerte Grabenstraße“.
Das Denkmal mit der Inschrift „Die Toten mahnen – haltet Frieden“ im Stadtgarten ist der verbliebene Sockel des 1964 abgerissenen Kriegerdenkmals von 1910.
Von der 1964 abgerissenen Reichsbankfiliale in der „Englerthstraße“ wurde ein 1 Meter hohes Mauerstück zur Erinnerung stehen gelassen.
Das Rechteck „Neu-/Marien-/Graben-/Englerthstraße“ heißt im Volksmund „Rennbahn“, weil hier bis in die 1960er Jahre Mädchen in die eine und Jungen in die andere Richtung um den Block herum auf Brautschau gingen, zum Teil motorisiert. Treffpunkt war häufig das Kino „Apollo-Theater“.
Das am 10. Juni 1980 abgerissene Verwaltungsgebäude in der „Grabenstraße“ war so baufällig, dass jedes Jahr an Weiberfastnacht nur einmal genau zwei Personen gestattet war, auf dem Balkon zu stehen: dem Bürgermeister und dem Karnevalsprinzen bei der Rathausübergabe.
Zwei steinerne Straßenschilder erinnern daran, dass die „Neustraße“ ursprünglich „Gesundheitstraße“ und die „Uferstraße“ erst „Balaklavastraße“ hießen. Bei der heute ukrainischen Stadt Balaklawa fand 1854 im Krimkrieg die für das Vereinigte Königreich von Großbritannien und Irland siegreiche Schlacht von Balaklawa gegen Russland statt. Und in der „Gesundheitstraße“ stellte eine Kaffeerösterei „Gesundheitskaffee“ her. 2004 wurde an dieser Ecke eine Indeterrasse gebaut; bis 1973 standen dort Häuser.

## Verkehr
Durch die beiden Achsen „Franzstraße – Dechant-Deckers-Straße“ und „Marienstraße – Martin-Luther-Straße“ fahren zahlreiche Buslinien, welche auch den Euregiobahn-Halt „Eschweiler Talbahnhof/Raiffeisenstraße“ bedienen. 10 bis 15 Fußminuten von der südlichen Innenstadt entfernt liegt der Eschweiler Hauptbahnhof sowie an deren Nordwestspitze der Bushof.

## Übersichtsbild

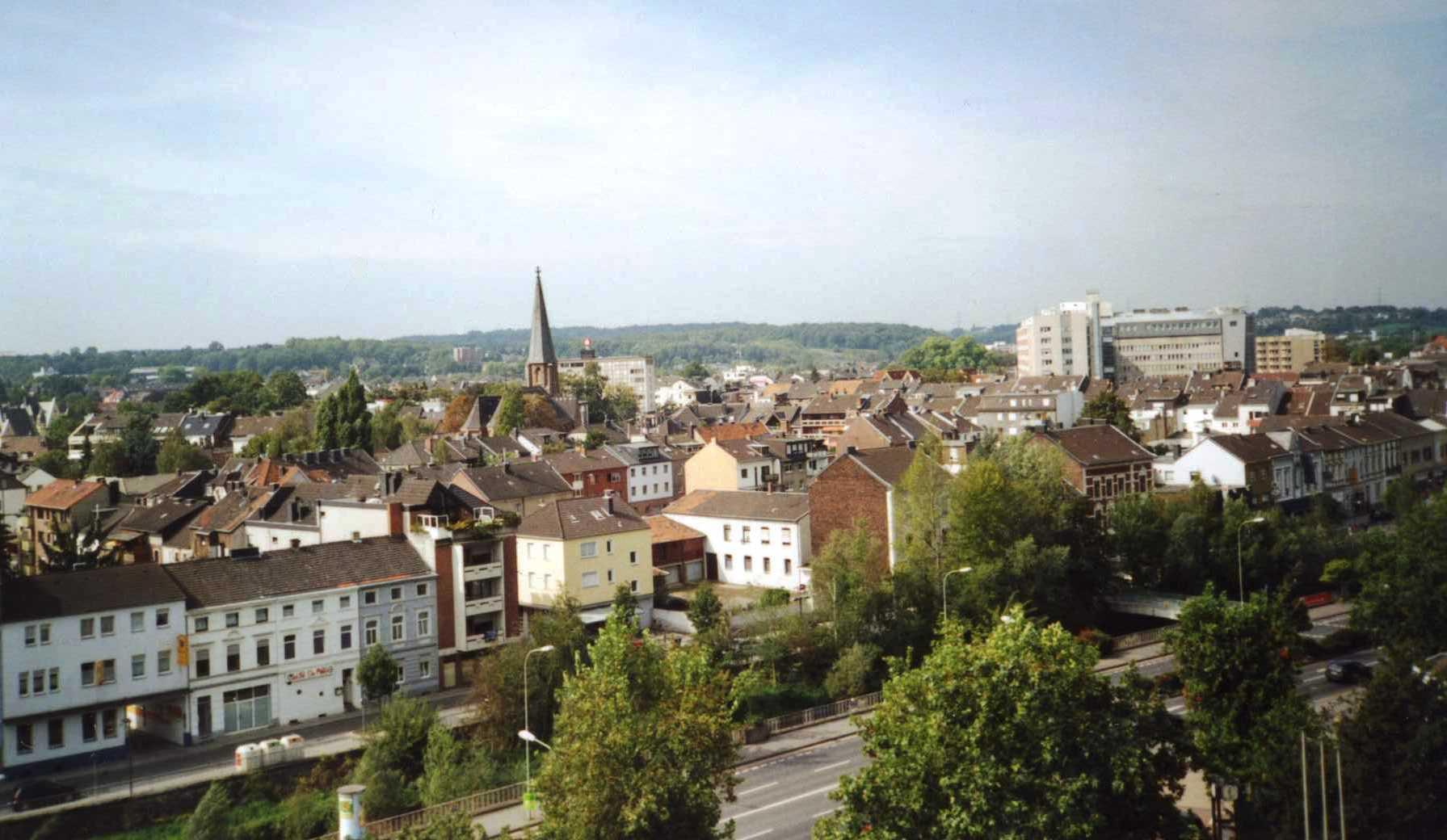
Blick auf die südliche Innenstadt mit Dreieinigkeitskirche, Sparkassengebäude und St. Antonius-Hospital gen Südwesten sowie im Vordergrund Inde und B 264